# 1992年冬季残疾人奥林匹克运动会丹麦代表团
1992年冬季残疾人奥林匹克运动会丹麦代表团是丹麦派出的1992年冬季残疾人奥林匹克运动会代表团。获得1枚银牌。